# 大山孝夫
大山 孝夫（おおやまたかお、1980年12月20日 - ）は、日本の政治家。自由民主党所属の那覇市議会議員（2期）。元航空自衛官（最終階級：一等空尉）。

## 来歴
1980年、沖縄県那覇市（自衛隊那覇病院）生まれ。現在は那覇市在住。福岡県築上町立築城小学校、福岡県築上町立築城中学校を経て1999年（平成11年）に福岡県立豊津高等学校を卒業。
1999年（平成11年）に福岡県立豊津高等学校を卒業、航空自衛隊入隊。航空自衛隊幹部候補生学校を経て、救難ヘリコプターパイロットとなる。
UH-60Jの救難パイロットとして航空自衛隊松島基地に所在する松島救難隊、航空自衛隊那覇基地に所在する那覇救難隊で勤務。
その後、CH-47Jに機種転換をし、空輸ヘリパイロットとして航空自衛隊那覇基地所在の春日ヘリコプター空輸隊、那覇ヘリコプター空輸隊で勤務した後、2017年（平成29年）3月末、1等空尉で退官。
2017年（平成29年）9月、那覇市議会議員一般選挙に自民党公認・日本のこころ推薦で出馬し初当選。
2021年（令和3年）7月、那覇市議会議員一般選挙に2期目の当選。